# Tarquinius Priscus
Lucius Tarquinius Priscus (den äldre) var enligt traditionen Kungariket Roms femte kung och den förste etruskiska kungen. Han regerade från 616 f.Kr. till 578 f.Kr.

## Biografi
Tarquinius Priscus var son till Damaratus från Korinth som hade flytt från sin hemstad och bosatt sig i Tarquinii (nuvarande Tarquinia) och där gift sig och fått två barn, Aruns och Lucumo.
Aruns avled före fadern, som ovetande om att Aruns hustru väntade barn, testamenterat sin förmögenhet till sin andre son, Lucumo. Damaratus avled sedan före Aruns son, som sedan fick namnet Egerius, föddes.
Lucumo ärvde på det sättet hela faderns förmögenhet vilket han var mycket stolt över. Ännu stoltare blev han sedan han gift sig med den förnäma och för sina insikter i den etruskiska spådomskonsten berömda Tanaquil, "ett fruntimmer af ganska hög börd".
I Tarquinii föraktades Lucumo som son till en landsflyktig främling och Tanaquil, driven av ärelystnad, förmådde honom att utvandra till Rom för att där vinna en mera lysande ställning. I Rom blev Tarquinius, som han nu kallades, förtrogen med kung Ancus Marcius som slutligen satte honom till förmyndare för sina söner.
Tarquinius Priscus lyckades sedan bli vald till kung och utövade sedan kungamakten med klokhet och kraft.
Med hans trontillträde inleddes en period av starkt etruskiskt inflytande som inte upphörde förrän den romerska republiken bildades 509 f.Kr..
Han förde framgångsrikt krig med latinerna, inrättade i Rom de så kallade stora festspelen och lät anlägga stadens första stora avloppsledning (Cloaca Maxima) och Forum Romanum samt uppföra byggnader som till exempel Circus Maximus och Jupitertemplet på Capitolium, som skulle göra Rom värdigt att bli huvudstad i Latium.
Med Tarquinius började nämligen den romerska kungatidens erövrings- och storpolitik som sedan fullföljdes av hans måg, Servius Tullius och son Tarquinius Superbus. Tarquinius ska ha fördubblat senaten och ridderskapet genom att uppta nya släkter.
Efter en regeringstid på 38 år föll han offer för två mördare, lejda av sin företrädare Ancus söner.

## Eftermäle
Asteroiden 13653 Priscus är uppkallad efter honom.